# デヴィッド・フランケル
デヴィッド・フランケル（David Frankel, 1959年4月2日 - ）は、アメリカ合衆国出身の映画監督、プロデューサー、脚本家。

## 略歴
父親はピュリツァー賞受賞のジャーナリスト、マックス・フランケル。『バンド・オブ・ブラザース』で第54回プライムタイム・エミー賞監督賞を受賞した。

## 主な監督作品

### 映画
- マイアミ・ラプソディー Miami Rhapsody (1994)
- プラダを着た悪魔 The Devil Wears Prada (2006)
- マーリー 世界一おバカな犬が教えてくれたこと Marley & Me (2008)
- ビッグ・ボーイズ しあわせの鳥を探して The Big Year (2011)
- 31年目の夫婦げんか Hope Springs (2012)
- ワン チャンス One Chance (2013)
- 素晴らしきかな、人生 Collateral Beauty (2016) [1]

### テレビ
- フロム・ジ・アース/人類、月に立つ From the Earth to the Moon (3話分、1998)
- バンド・オブ・ブラザーズ Band of Brothers (2話分、2001)
- セックス・アンド・ザ・シティ Sex and the City (6話分、2001-2003)
- アントラージュ★オレたちのハリウッド Entourage (2話分、2004)